# René van Nie
Pour les articles homonymes, voir van Nie.
 (février 2019).
Si vous disposez d'ouvrages ou d'articles de référence ou si vous connaissez des sites web de qualité traitant du thème abordé ici, merci de compléter l'article en donnant les références utiles à sa vérifiabilité et en les liant à la section « Notes et références ».
René van Nie, né le 1er janvier 1939 à Rotterdam et mort le 23 mai 2017 à Aruba,,,, est un réalisateur, producteur et scénariste néerlandais.

## Filmographie
- 1974 : De 5 van de 4 daagse
- 1975 : Kind van de zon (nl)
- 1977 : Een stille liefde (nl)
- 1978 : Doodzonde (nl)
- 1982 : Sabine

## Vie privée
Il est le père de l'actrice/présentatrice Nada van Nie.